# Pyrausta pavidalis
Pyrausta pavidalis là một loài bướm đêm trong họ Crambidae.